# Малатія-Себастія
40°10′26″ пн. ш. 44°26′45″ сх. д. / 40.173916666667° пн. ш. 44.445775° сх. д.
Малатія-Себастія (вірм. Մալաթիա-Սեբաստիա վարչական շրջան), також відомий як Бангладеш, — один із 12 районів Єревана, столиці Республіки Вірменія, розташований у західній частині міста. За даними перепису 2011 року, населення району становить 132 900 осіб.
Малатія-Себастія межує з районом Ачапняк з півночі, районом Кентрон зі сходу і районом Шенгавіт з півдня. Також межує з Армавіром на сході та Араратом на південному сході.
Назва громади походить від двох колишніх великих історично частково вірменських міст на території сучасної Туреччини: Малатья та Сівас.
Район неофіційно поділяється на менші райони, такі як: Нор-Малатія, Зоравар Андранік, Шаумян, Араратян та Агхтанак.

## Головні вулиці
- Проспект Адмірала Ісакова
- Вулиця Раффі
- Вулиця Себастії
- Вулиця Тичини
- Вулиця Арно Бабаджаняна
- Вулиця Зоравара Андраніка
- Вулиця Даніеля Варужана
- Вулиця Гусана Шерама

## Церкви
- Церква Малатіївської Божої Матері
- Церква Святої Трійці
- Хрестовоздвиженська російська православна церква
- Єраблурський військовий цвинтар і каплиця Святих мучеників Вартананц

## Парки
- Меморіальний парк Вітчизняної війни
- Молодіжний парк
- Парк імені Вагана Затікяна
- Сад Малатія
- Парк материнства
- Парк Любові та Віри
- Сад Чинар
- Парк Юрія Бахшяна
- Італійський парк
- Центр «Арменікум»

## Заклади освіти
- Навчально-виховний комплекс імені Мхітара Себастаці
- Школа Хорен і Шушаніг Аведісян
- Навчальний центр «Бананц»

## Галерея

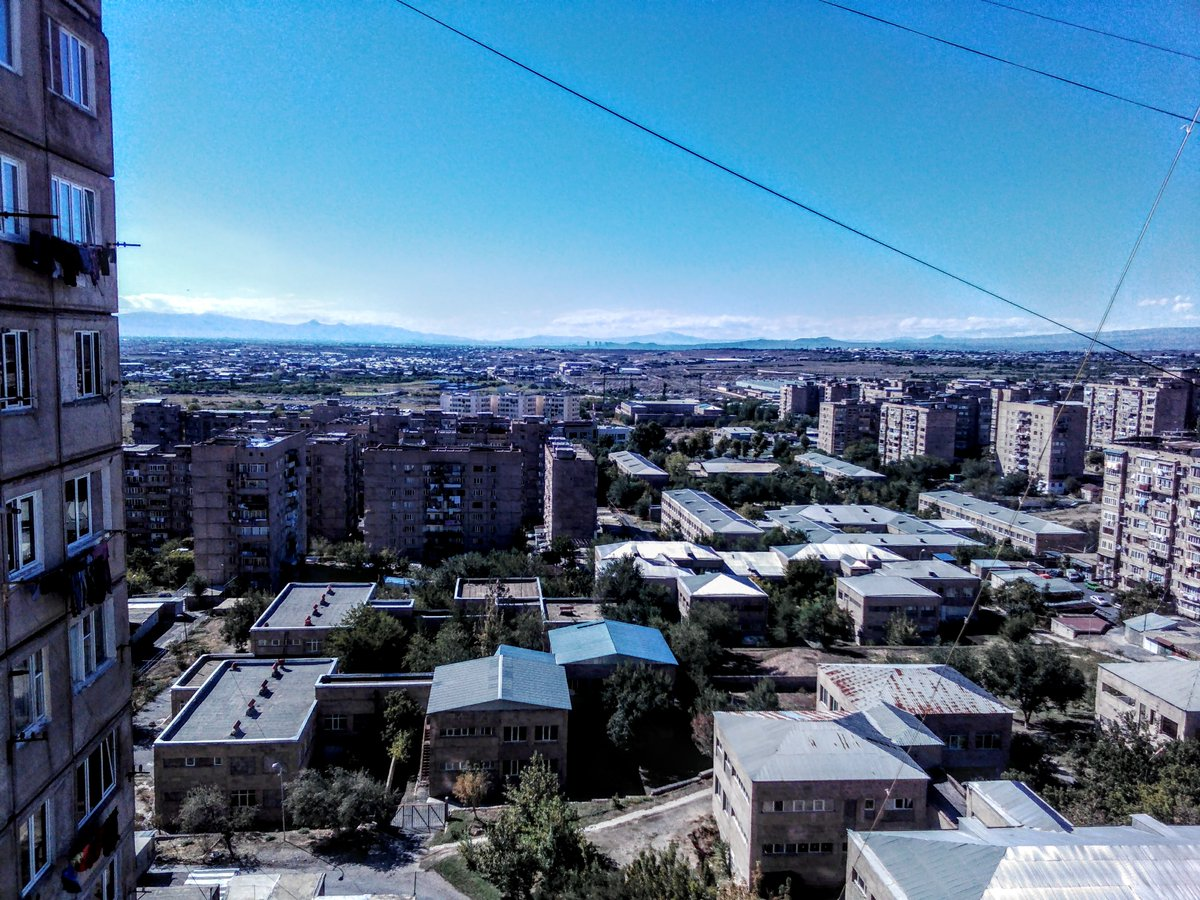
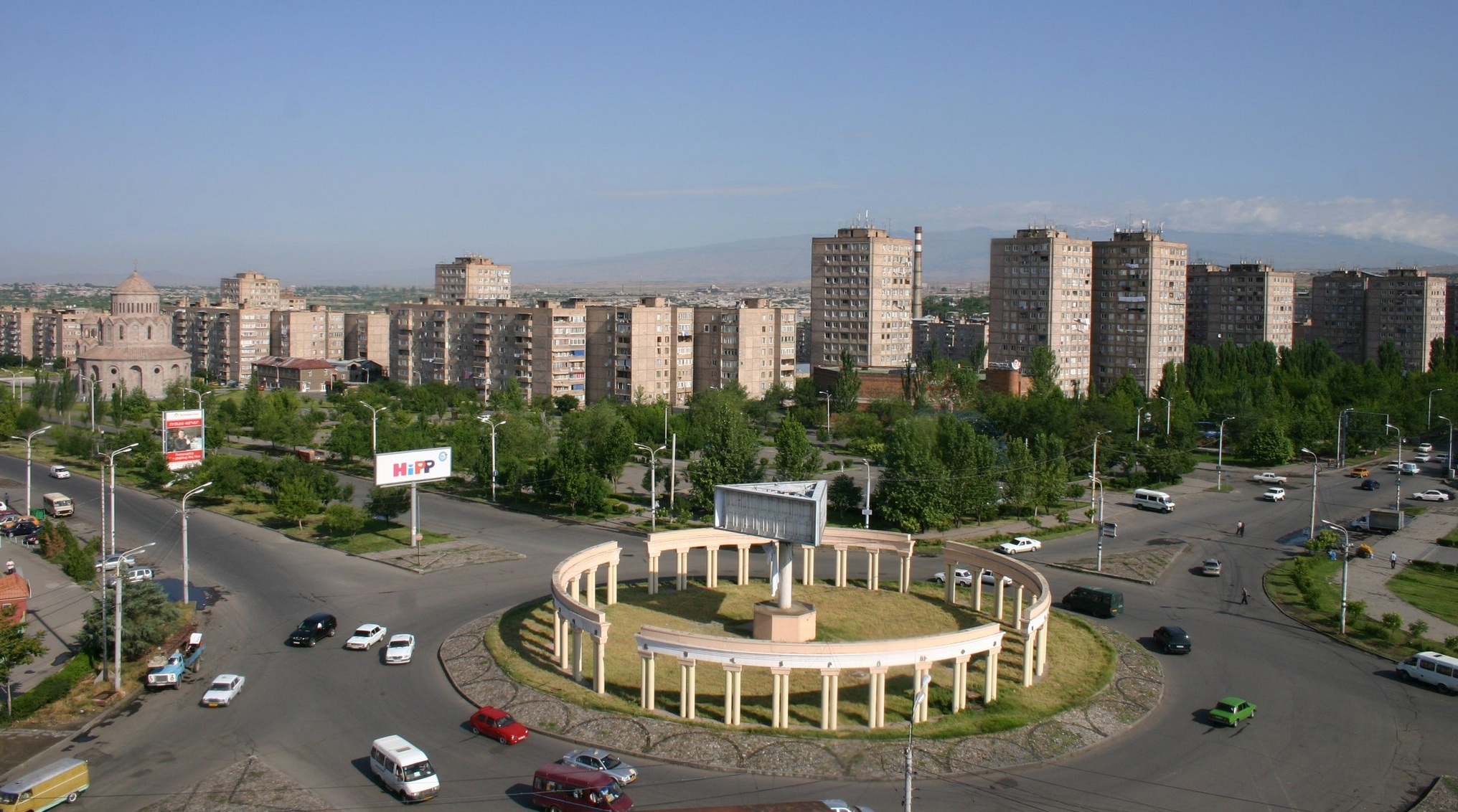
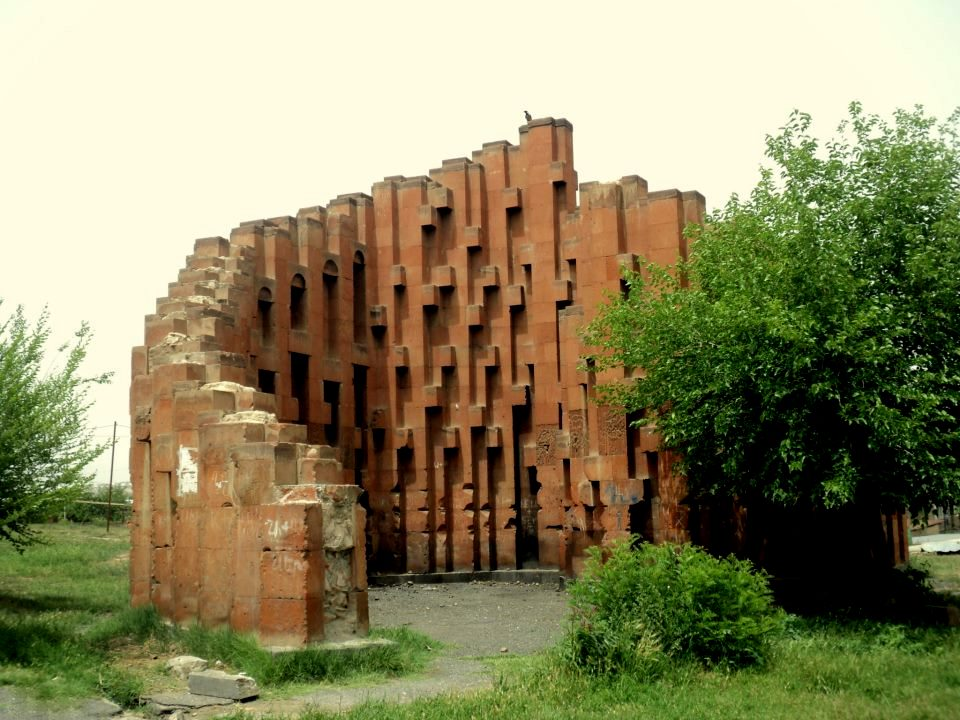
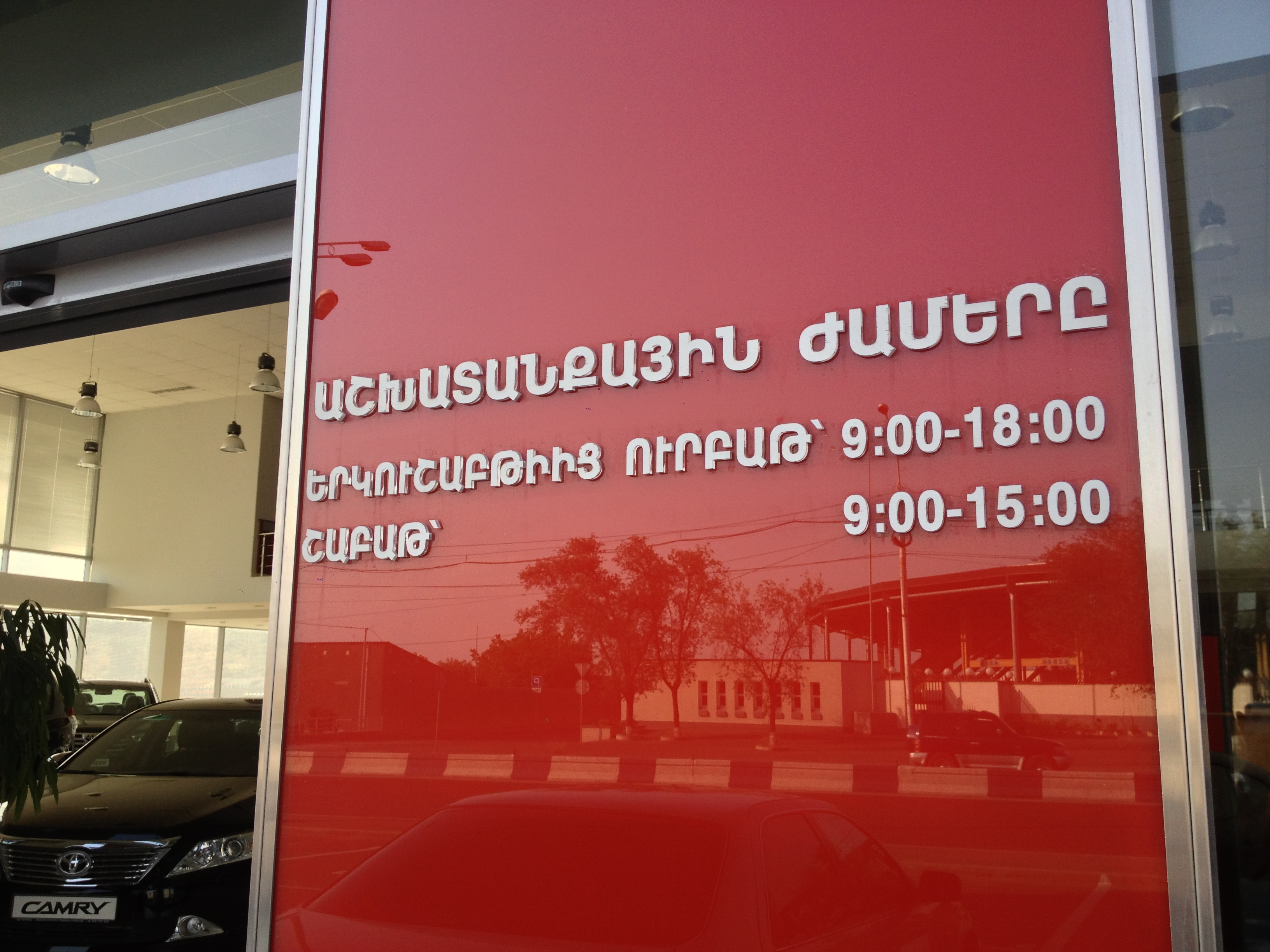
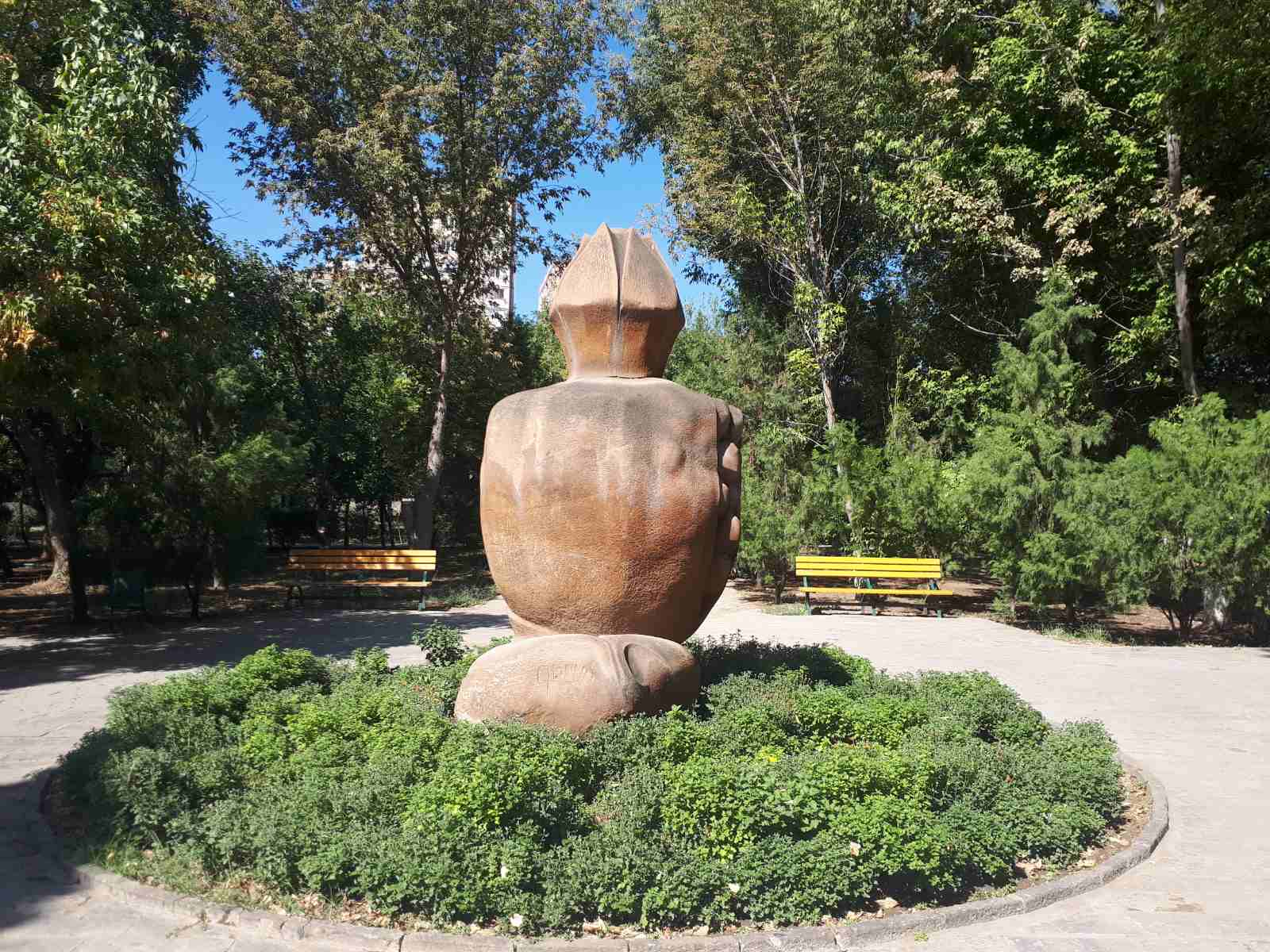
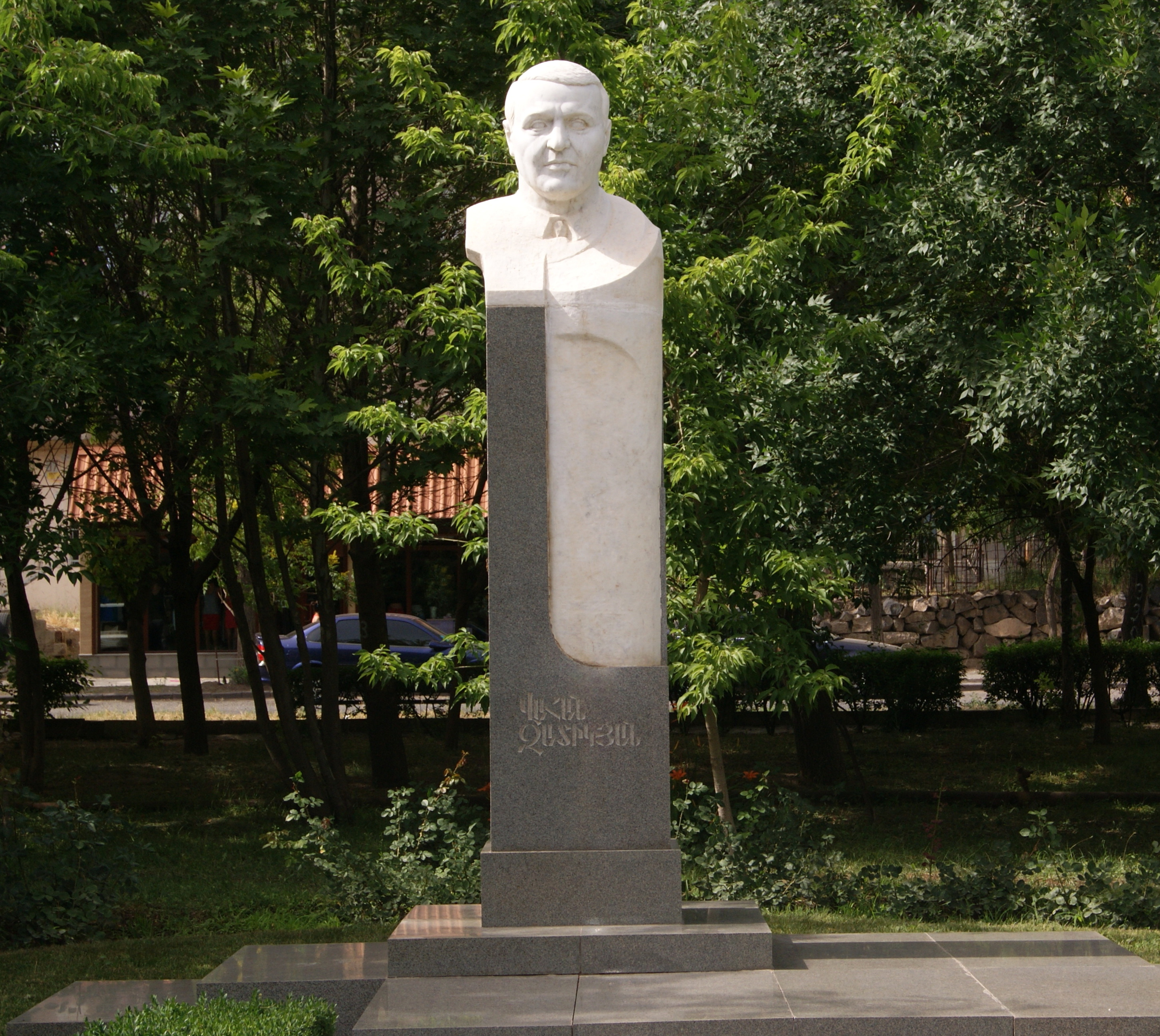
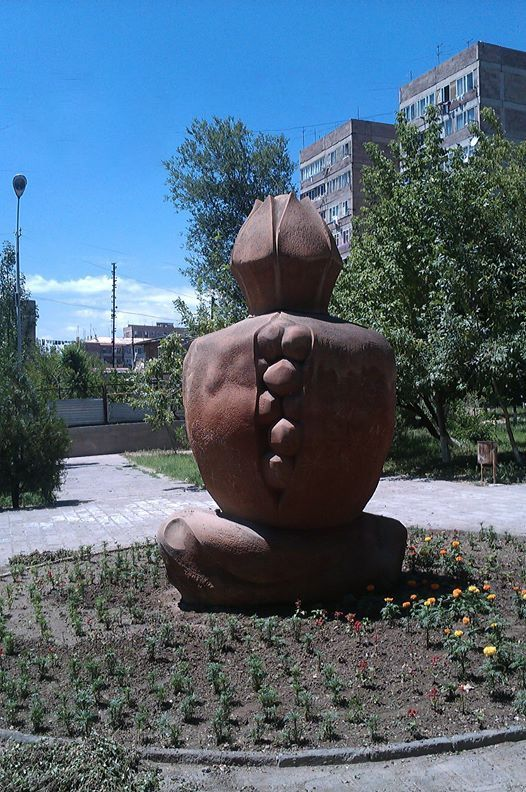

## Інші будівлі
- Стадіон «Урарту»
- Єреванський велотрек «Велодром»
- Торговий центр Dalma Garden Mall